# Aschiphasma modestum
Aschiphasma modestum är en insektsart som beskrevs av Ludwig Redtenbacher 1906. Aschiphasma modestum ingår i släktet Aschiphasma och familjen Aschiphasmatidae. Inga underarter finns listade i Catalogue of Life.